# Creúsa (náyade)
En la mitología griega, Creúsa (en griego antiguo: Κρέουσα/Kréousa) era una ninfa náyade, hija de Gea y Océano, especialmente recordada como la antepasada del pueblo de los lápitas. Creúsa, a pesar de ser una hija de Océano, nunca es referida como una de las oceánides como cabría esperarse.
Píndaro, primer autor en citarla, nos dice que Creúsa, en las gargantas del Pindo, gozó el lecho del oceánida Peneo y de ambos nació el celebérrimo Hipseo. El mismo autor refiere al propio Hipseo como el poderoso y belicoso rey de los lápitas, a su vez padre de Cirene.Ferécides la cita implícitamente obviando su nombre, pero al menos nos dice que la madre de Hipseo era una de las náyades.
Diodoro Sículo, el otro autor en referirla, se centra en la genealogía de los lápitas. Dice que de Peneo y la ninfa Creúsa nacieron sus hijos Hipseo y Estilbe. Ésta, unida a Apolo, fue la madre de Lápites y Centauro, los antepasados epónimos de las tribus de los lápitas y los centauros, respectivamente.
Ovidio, otro autor tardío, confunde a la ninfa Creúsa con otra Creúsa, hija de Erecteo: «también cuentan de ti, Peneo, que ocultaste en la tierra de Ftía a Creúsa, a pesar de que ya estaba prometida a Juto». Esta versión sólo es referida por el propio Ovidio.